# Pontajou
Le Pontajou est un ruisseau français, qui coule dans le département de la Haute-Loire. C'est un affluent de la Seuge en rive gauche, donc un sous affluent de la Loire par la Seuge puis par l'Allier.

## Géographie
Le Pontajou naît à 1 350 mètres d'altitude dans les contreforts orientaux du massif de la Margeride, près du truc de la Garde. Le lieu se situe sur le territoire de la commune de Grèzes, dans le département de la Haute-Loire. Ses sources sont formées de tourbières colonisées par le pin à crochets. Dès sa naissance, il se dirige vers le nord-est, orientation qu'il maintient tout au long de son cours. Il se jette dans la Seuge en rive gauche au niveau de la ville de Saugues.

## Affluents
Le Pontajou a trois affluents :
- le ruisseau de Servillanges
- le ruisseau de Recoules
- le ruisseau de Laves

## Communes traversées
Le Pontajou traverse ou longe, d'amont en aval, les communes suivantes :
- Grèzes
- Venteuges
- Saugues